# Ісса Сумаре
Ісса Сумаре (фр. Issa Soumaré, нар. 10 жовтня 2000, Зігіншор, Сенегал) — сенегальський футболіст, нападник французького клубу «Гавр».

## Ігрова кар'єра

### Клубна
Ісса Сумаре народився у Сенегалі і займатися футболом почав у сенегальській академії футболу. У 2019 році він перебрався до Європи і в жовтні підписав професійний контракт на чотири роки з клубом французької Ліги 2 «Орлеаном». 1 листопада 2019 року футболіст зіграв першу гру в основі команди.
У серпні 2021 року Сумаре перейшов до бельгійського клубу «Беєрсхот» і вже 15 серпня зіграв першу гру в чемпіонаті Бельгії. Але вже взимку 2022 року нападник повернувся до Франції, де на правах оренди продовжив грати у клубі Ліги 2 «Кевії». Влітку 2022 року орендний договір було продовжено ще на один сезон.
Після закінчення оренди, сумаре залишив бельгійський клуб і підписав трирічний контракт з французьким «Гавром», який новий сезон починав у Лізі 1. Першу гру у вищому дивізіоні Сумаре провів 13 серпня 2023 року проти «Монпельє».

### Збірна
У 2016 році Ісса Сумаре провів одну гру у складі юнацької збірної Сенегалу (U-17).